# В̌
Cette page contient des caractères spéciaux ou non latins. S’ils s’affichent mal (▯, ?, etc.), consultez la page d’aide Unicode.
В̌ (minuscule : в̌), appelé vé caron, est une lettre additionnelle de l’alphabet cyrillique utilisée en shughni, yazgoulami et wakhi. Elle est composée du vé ‹ В › diacrité d’un caron.

## Représentation informatique
Le bé caron peut être représenté avec les caractères Unicode suivants :
- décomposé (cyrillique, diacritiques) :

| formes    | représentations | chaînes de caractères | points de code | descriptions                                     |
| --------- | --------------- | --------------------- | -------------- | ------------------------------------------------ |
| capitale  | В̌               | В◌̌                    | U+0412 U+030C  | lettre majuscule cyrillique bé diacritique caron |
| minuscule | в̌               | в◌̌                    | U+0432 U+030C  | lettre minuscule cyrillique bé diacritique caron |